# Râul Tabaci
Râul Tabaci este un curs de apă, afluent al râului Leurda. 